# Wapen van Holwerd

Wapen van Holwerd

Het wapen van Holwerd is het dorpswapen van het Nederlandse dorp Holwerd, in de Friese gemeente Noardeast-Fryslân. Het wapen werd in 1988 geregistreerd.

## Beschrijving
De blazoenering van het wapen luidt als volgt:
In goud een mercuriusstaf van keel; in een schildhoofd van azuur een omgewende wassenaar van zilver, geplaatst in de rechterbovenhoek.
De heraldische kleuren zijn: goud (goud), keel (rood), azuur (blauw) en zilver (zilver).

## Symboliek
- Kleurstelling en schildhoofd: verwijst naar de ligging van het dorp aan de kust. Het goud staat voor het land en het blauw staat voor de zee.[3]

Caduceus: staat voor de status van het dorp als handelsplaats. Reeds in 1348 werd Holwerd door Oostergo aangemerkt als plaats voor de handel met Holland.
- Wassenaar: ontleend aan het wapen van Ameland als verwijzing naar de veerdienst Holwerd-Ameland.[3]

Het wapen van Ameland.